# Волас Риџ (Луизијана)
Волас Риџ (енгл. Wallace Ridge) насељено је место без административног статуса у америчкој савезној држави Луизијана.

## Демографија
По попису из 2010. године број становника је 710.
| Група             | 2000.    | 2010.       |
| Белци             | 0 (0,0%) | 688 (96,9%) |
| Афроамериканци    | 0 (0,0%) | 18 (2,5%)   |
| Азијати           | 0 (0,0%) | 0 (0,0%)    |
| Хиспаноамериканци | 0 (0,0%) | 1 (0,1%)    |
| Укупно            | 0        | 710         |